# Donatien Bouché
Donatien Antonin Marie Bouché (ur. 10 maja 1882 w Sainte-Marie-sur-Mer, zm. w 1965) – francuski żeglarz, olimpijczyk, zdobywca złotego medalu w regatach na letnich igrzyskach olimpijskich w 1928 roku w Amsterdamie.
Na Letnich Igrzyskach Olimpijskich 1928 zdobył złoto w żeglarskiej klasie 8 metrów. Załogę jachtu L’Aile VI tworzyli również André Derrien, Jean Lesieur, Carl de la Sablière, André Lesauvage i Virginie Hériot.